# Wapen van Spa

Wapen van Spa

Het wapen van Spa is het gemeentelijke wapen van de Luikse gemeente Spa. Het wapen werd in 1878 toegekend en is sindsdien niet gewijzigd.

## Geschiedenis
Het wapen van Spa werd op 2 september 1878 officieel toegekend aan de Luikse gemeente Spa. Het wapen toont het vorige gebouw van de Peter-de-Grotebron. Het gebouw dat in 1656 werd gebouwd staat op 17e-eeuwse zegels en sinds 1878 ook op het gemeentewapen.

## Blazoenering
De blazoenering luidt als volgt:
Sur écu d'argent, la niche du Pouhon, tournée vers la droite, magonnée au naturel sur un carcelage de même, avec une banderole d'azur posée au-dessus en exergue, et portant les mots: "Spa. Pouhon." en lettres d'or.

Op een schild van zilver, een nis van Pouhon, naar rechts gedraaid, natuurlijk metselwerk op tegelwerk van hetzelfde, een banier van azuur erboven met in gouden letters: "Spa. Pouhon."
Het wapen is geheel van zilver, inclusief de afbeelding. Doordat alles van zilver is, betreft het een raadselwapen. Boven de bron staat een blauw lint met gouden letters.